# Église Notre-Dame de Pont-sur-Yonne
L'église Notre-Dame de Pont-sur-Yonne est située sur la commune de Pont-sur-Yonne, dans le département français de l'Yonne, en France.
Elle dépend de l'archidiocèse de Sens-Auxerre et elle est dédiée à Notre Dame.

## Description

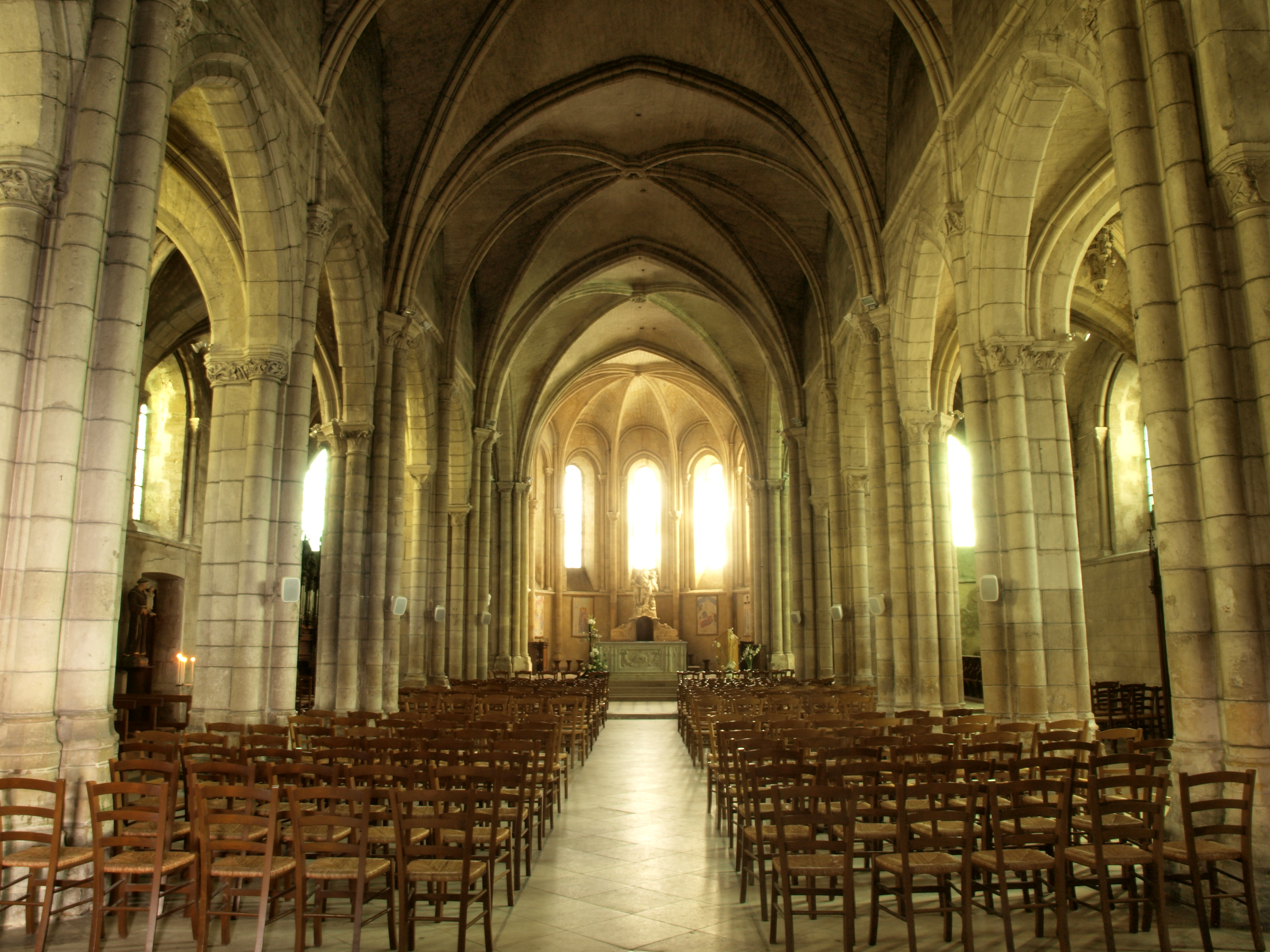
Intérieur de l'église.

L'église a trois nefs et présente un plan en croix latine.
La fresque du Jugement Dernier datant du XVe siècle est remarquable. Elle se trouve dans le bras sud du transept.
La statue de la Vierge du portail abritée sous un dais de pierre date du XIIIe siècle. Elle a survécu à toutes les guerres et aux pillages des révolutions en ayant été cachée et remise. Des traces de peintures d'origine ont été décelées.
La statue de la Vierge du maître-autel est de style baroque et date de la seconde moitié du XVIIIe siècle.
L'église possède deux tableaux de J. Parrocel (mort en 1715), La Fuite en Égypte et Les Disciples d'Emmaüs.

## Historique
L'église Notre-Dame est l'une des premières églises gothiques de France, construite à la même époque que la cathédrale Saint-Étienne de Sens, juste à proximité, dont d'ailleurs elle dépend du chapitre.
Les travaux commencent en 1130-1140. Elle est consacrée en 1169 à Notre Dame par Guillaume de Champagne, archevêque de Sens, en présence de sa sœur Adélaïde de Champagne, épouse de Louis VII, roi de France.
Dans les années 1370, l'évêque de Chalon-sur-Saône Nicolas de Veres, originaire de Pont-sur-Yonne, fonde une chapellenie dans l'église Notre-Dame de Pont-sur-Yonne. Pour en garantir les revenus, il lui cède différents biens, à Pont-sur-Yonne et dans les paroisses voisines de Gisy et de Champigny.
L'édifice est classé au titre des monuments historiques en 1907.